# Steinmaur
Steinmaur (Dialekt: Stäimer, älter: Stòimer) ist eine politische Gemeinde des Bezirks Dielsdorf im Kanton Zürich in der Schweiz.

## Wappen
Blasonierung:
In Rot auf silbernem Dreiberg ein steigender silberner Steinbock
Früher war auf dem Wappen Steinmaurs in Rot ein Eber. Dieses Tier wurde aber bei einer Gemeindeversammlung durch den Steinbock ersetzt.

## Geographie

Historisches Luftbild von Werner Friedli (1964)

Steinmaur liegt im Wehntal zwischen Lägern und Egg im Zürcher Unterland. Es ist eine sogenannte suburbane Wohngemeinde und gehört zum Ballungsraum Zürich. Die Luftdistanz nach Zürich beträgt 15 km. Von den 947 ha Fläche entfallen 55,3 % auf Landwirtschaft, 29,7 % auf Wald, 5,0 % auf Verkehr und 9,2 % auf Siedlungen. 0,5 % sind Gewässer und 0,3 & unproduktive Fläche (Stand 2018).
Zur Gemeinde gehören die Ortsteile Obersteinmaur, Niedersteinmaur, Schibler und Sünikon.

## Bevölkerung
| Jahr      | 1634 | 1675 | 1850 | 1900 | 1950 | 2000 | 2005 | 2010 | 2015 | 2020 | 2022 |
| --------- | ---- | ---- | ---- | ---- | ---- | ---- | ---- | ---- | ---- | ---- | ---- |
| Einwohner | 531  | 715  | 925  | 840  | 836  | 2761 | 2911 | 3169 | 3389 | 3583 | 3603 |

Am 31. Dezember 2022 zählte die Gemeinde 3613 Einwohner (im Vorjahr 3608), davon waren 982 Ausländer, was einem Ausländeranteil von 27,3 % entspricht. Die Bevölkerungsdichte pro Hektar Siedlungsfläche betrug 2018 40,5 Personen.
2022 waren 1146 Personen (31,8 %) evangelisch-reformiert und 880 (24,4 %) römisch-katholisch. Die übrigen 1577 Personen (43,8 %) gehörten einer anderen oder keiner Konfession an.

## Politik
Gemeindepräsident ist Andreas Schellenberg (SVP, Stand Dezember 2023).
Bei der Nationalratswahl 2019 erreichten die Parteien folgende Wähleranteile: SVP 38,66 %, glp 11,51 %, FDP 11,50 %, SP 10,57 %, Grüne 10,49 %, EDU 6,23 %, CVP 4,22 %, EVP 3,70 %, BDP 2,02 % und andere (8) 1,10 %.
Die Wähleranteile bei der Nationalratswahl 2023: SVP 40,13 % (+1,47 %), SP 11,16 % (+0,60 %), FDP 10,66 % (−0,85 %), glp 10,54 % (−0,98 %), Die Mitte 9,62 % (+3,37 %), Grüne 6,83 % (−3,66 %), EVP 4,92 % (+1,22 %), EDU 3,75 % (−2,48 %), Aufrecht Zürich 1,1 %, andere (11) 1,30 %.

## Persönlichkeiten
- Fritz Müller (1926–1980), im Ortsteil Sünikon geborener Geograph, Glaziologe und Hochschullehrer
- Fabian Lienhard (* 1993), Radrennfahrer

## Schule
Steinmaur besitzt einen Kindergarten und eine Primarschule. Die Oberstufe besuchen die Schüler in Dielsdorf.

## Wirtschaft

### Arbeit und Unternehmen
Nach der Betriebszählung 1998 gibt es in Steinmaur 127 Arbeitsstätten (39 Industrie/Gewerbe und 88 Dienstleistungen) mit insgesamt 610 Beschäftigten (212 Industrie/Gewerbe und 398 Dienstleistungen).

### Verkehr
Steinmaur liegt an der Wehntalbahn (Oberglatt–Niederweningen), die von der S 15 Rapperswil – Uster – Zürich HB – Oberglatt – Niederweningen  befahren wird. Die Züge der S 15 verkehren halbstündlich.
Vom Bahnhof Steinmaur im Ortsteil Niedersteinmaur bedienen die von Postauto betriebenen ZVV-Buslinien 510 (Steinmaur–Oberglatt) und 535 (Niederhasli-Dielsdorf–Stadel b. N.) auf Gemeindegebiet die Haltestellen Gemeindehaus, Obersteinmaur und Heitlig (nur 535).
Die Hauptstrasse 17 von Zürich nach Döttingen führt durch Steinmaur.

## Geschichte
Steinmaur wurde einst von den Römern gegründet. Darum kann man in der ersten urkundlichen Erwähnung Steinmaurs noch den Namen Steinmurico lesen. Die Reformierte Kirche wurde 1274 erstmals erwähnt.
1972 wurde der Zweckverband Abwasserreinigung Fischbach-Glatt gegründet, welcher in Niederglatt eine Kläranlage für die angeschlossenen Gemeinden betreibt.

## Partnergemeinde
- Steinmauern, Deutschland (Baden-Württemberg)

## Bilder

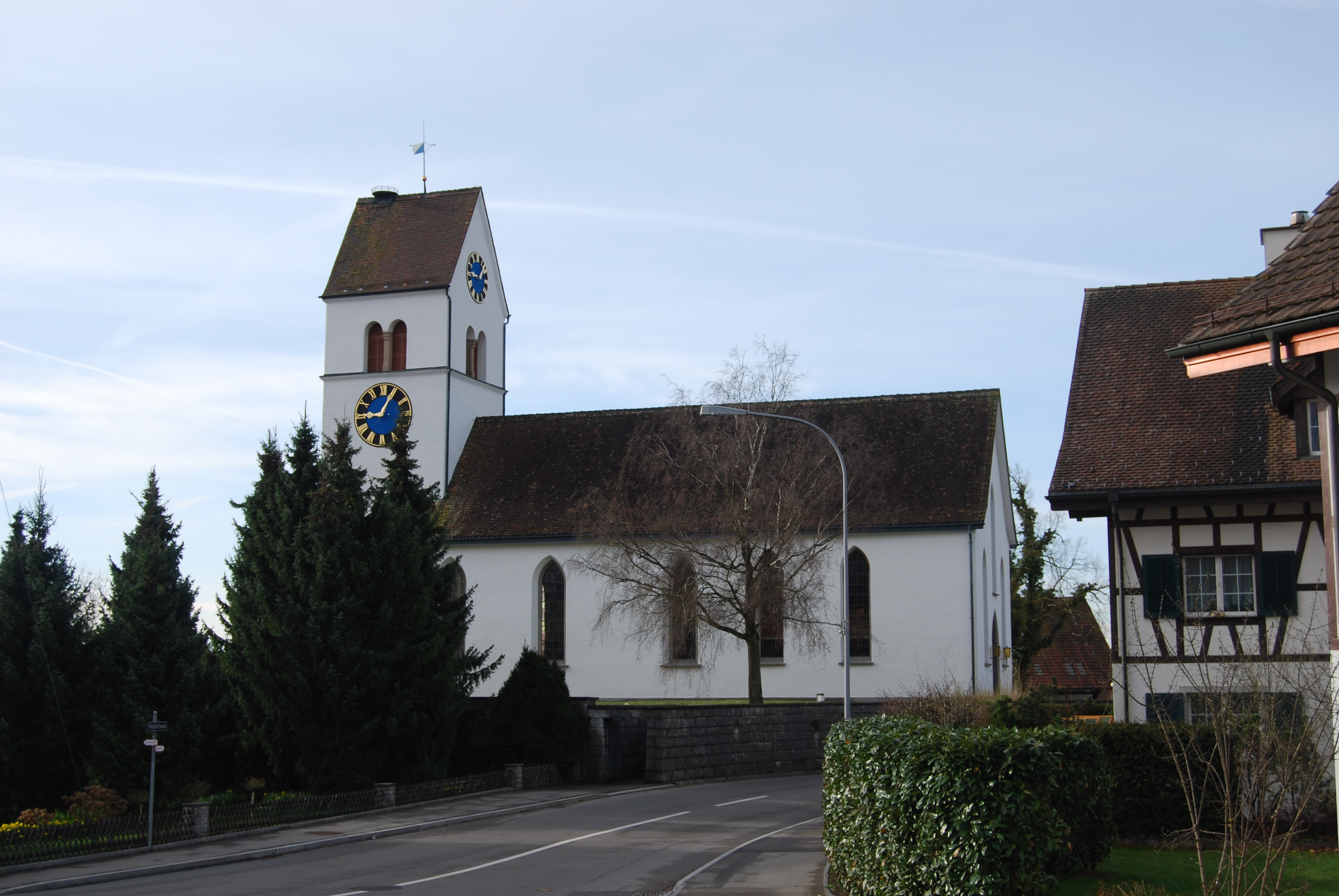
Reformierte Kirche von Steinmaur
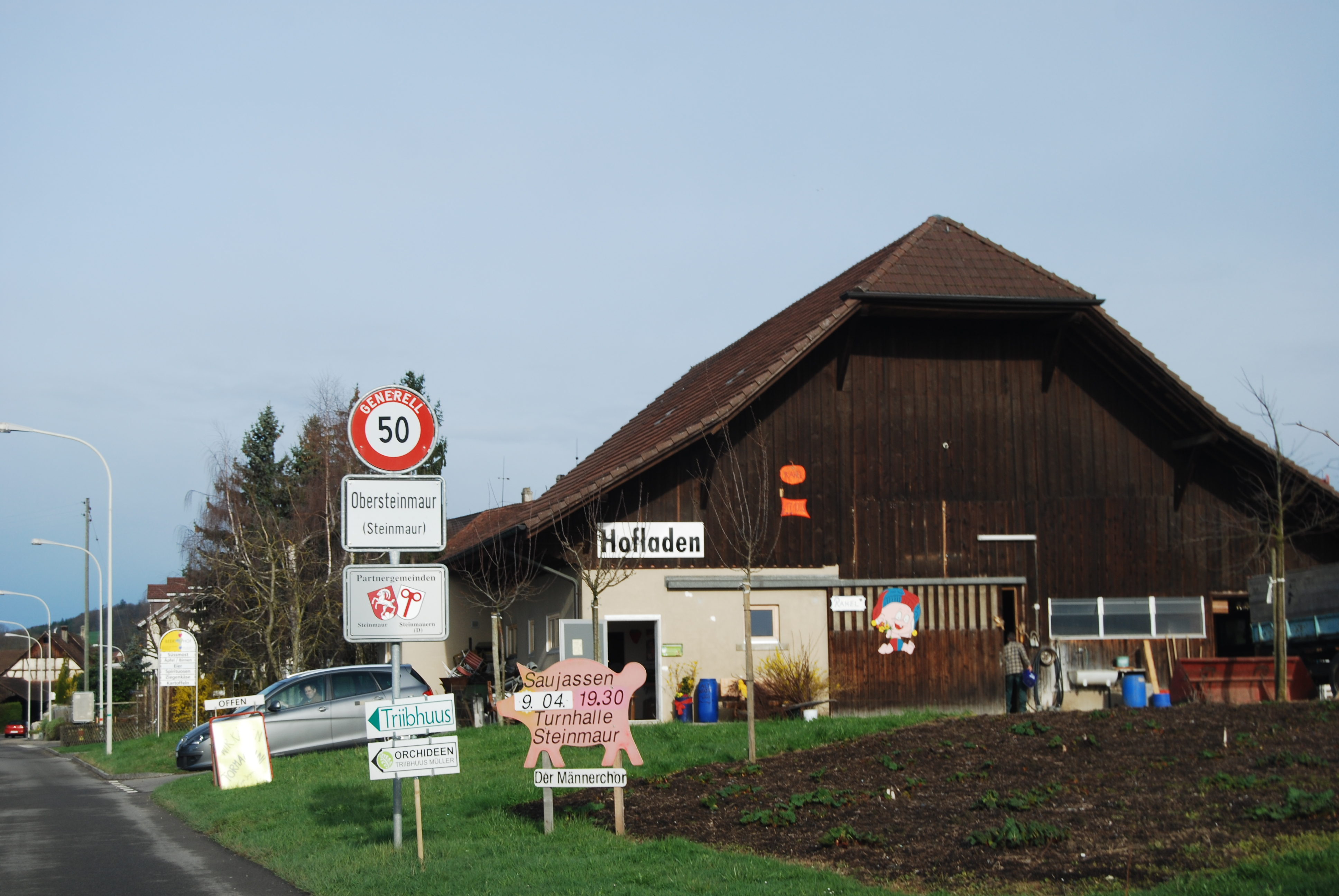
Dorfeingang von Obersteinmaur
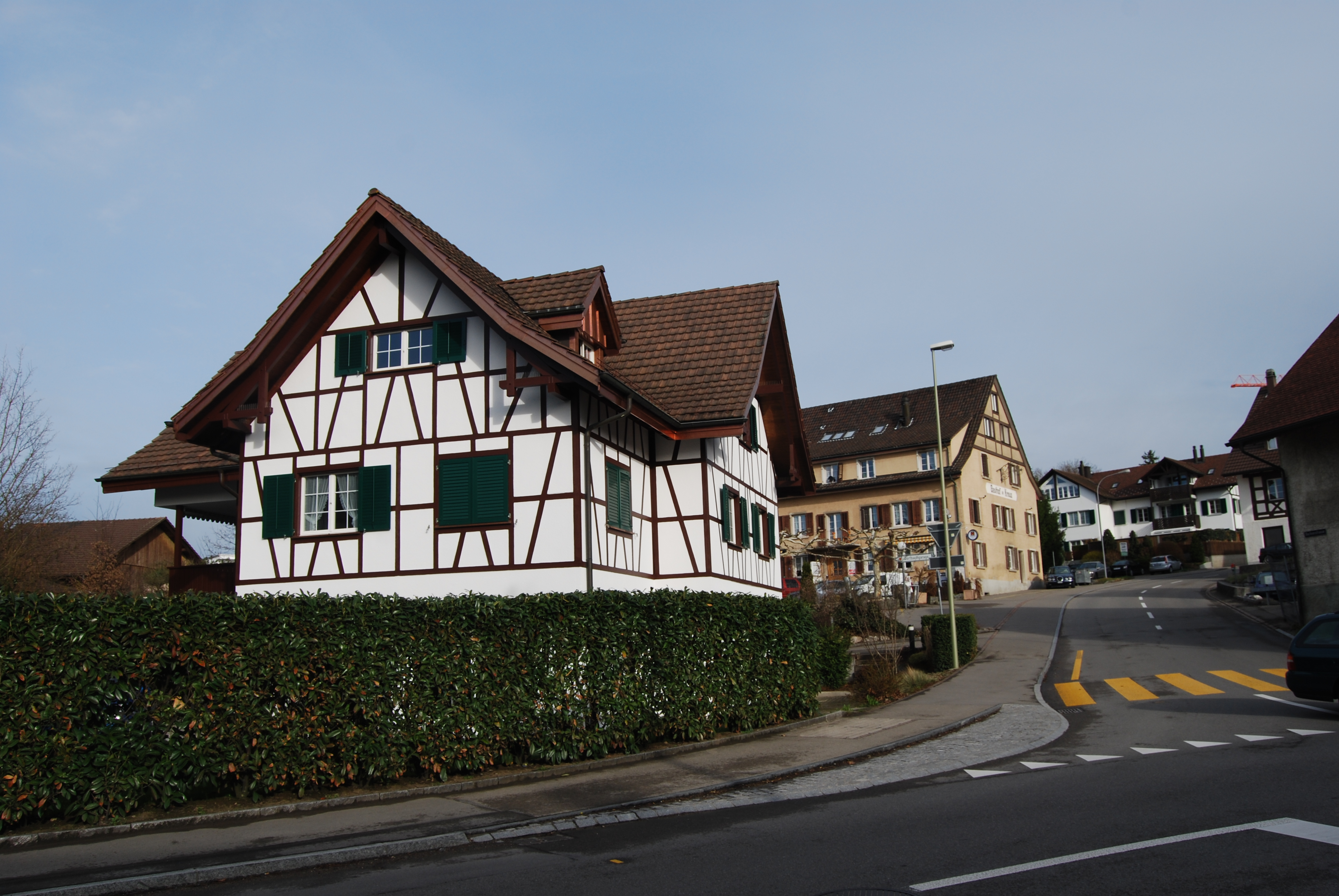
Dorfzentrum von Obersteinmaur
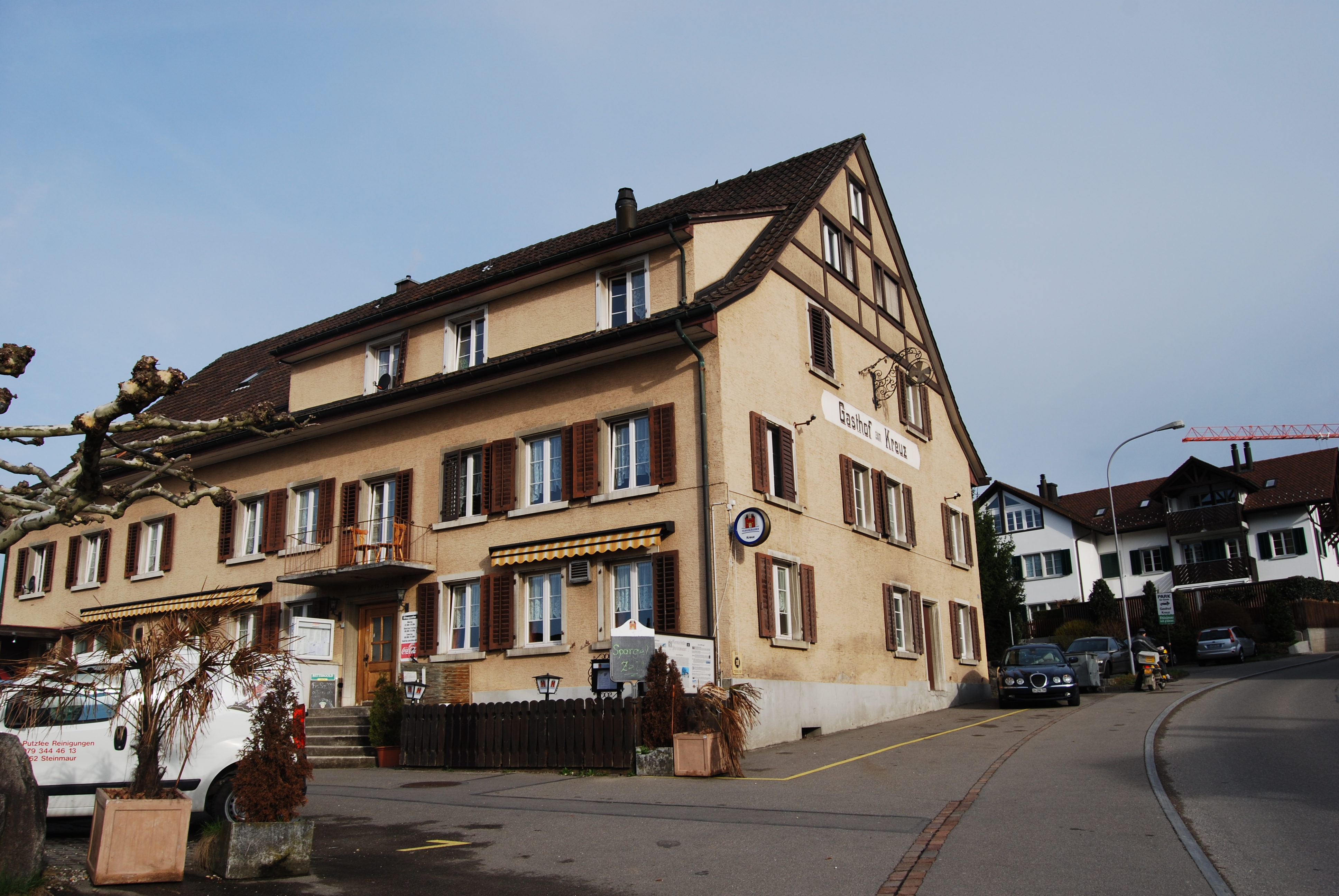
Gasthof Kreuz in Obersteinmaur
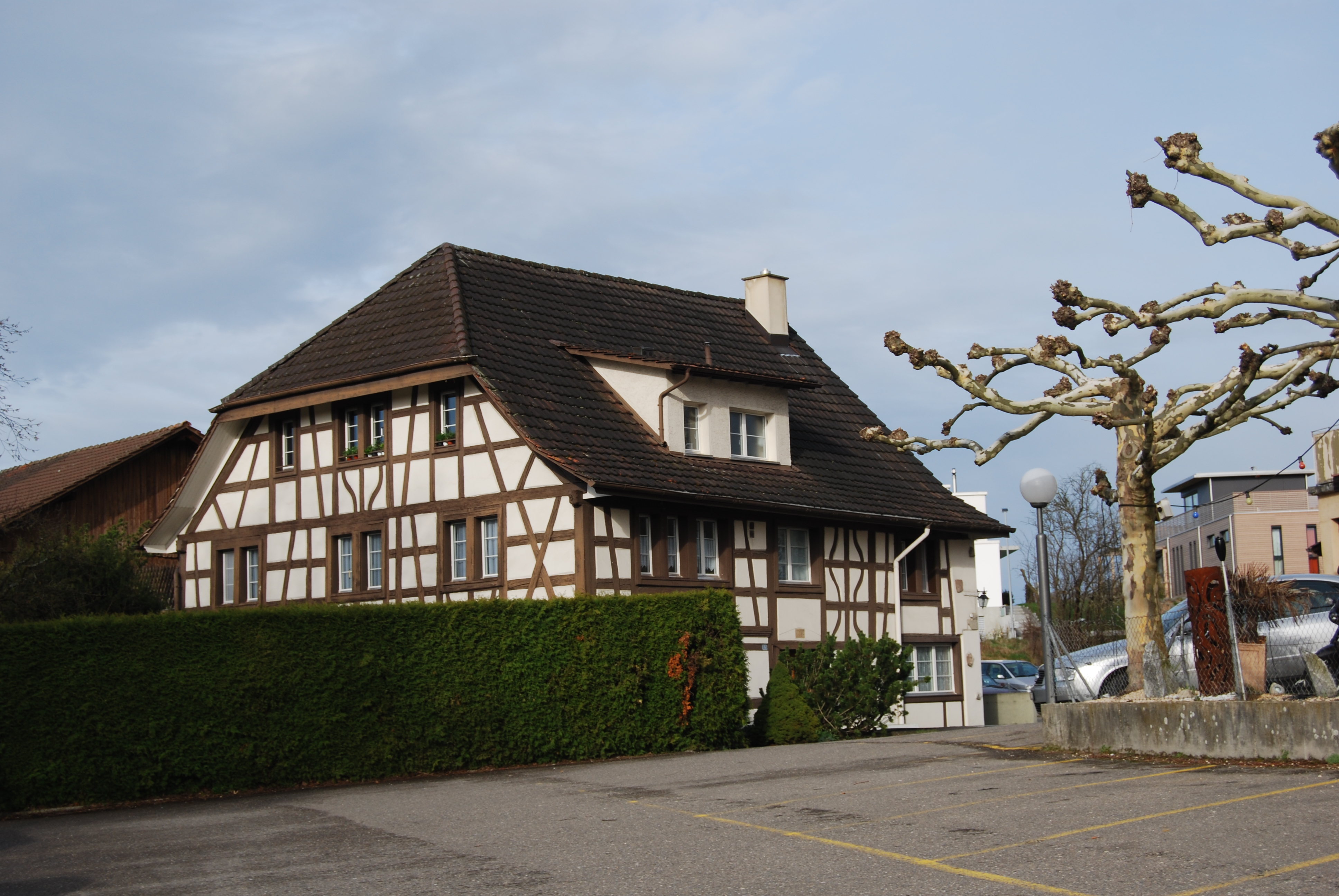
Fachwerkhaus in Obersteinmaur
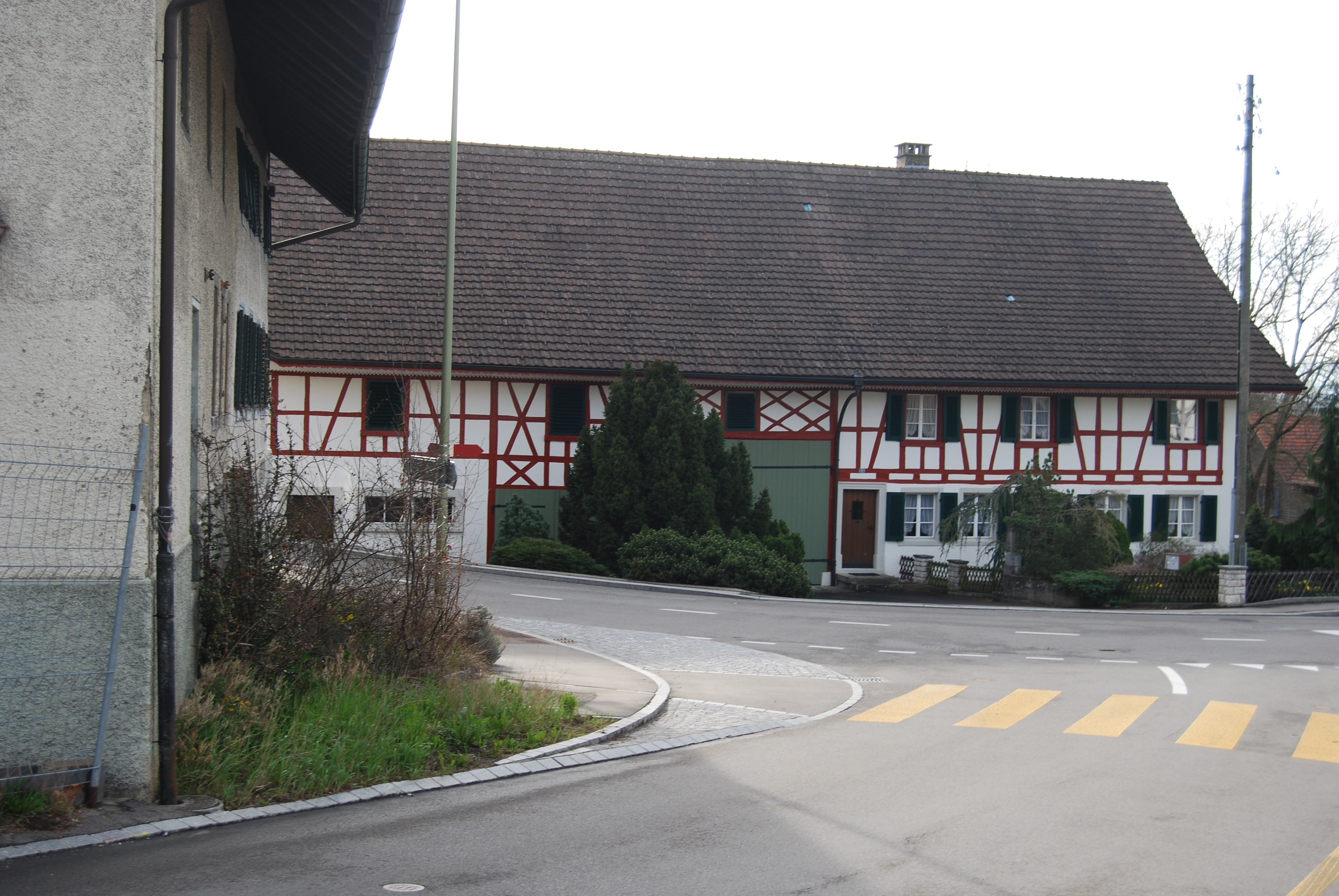
Fachwerkhaus in Obersteinmaur
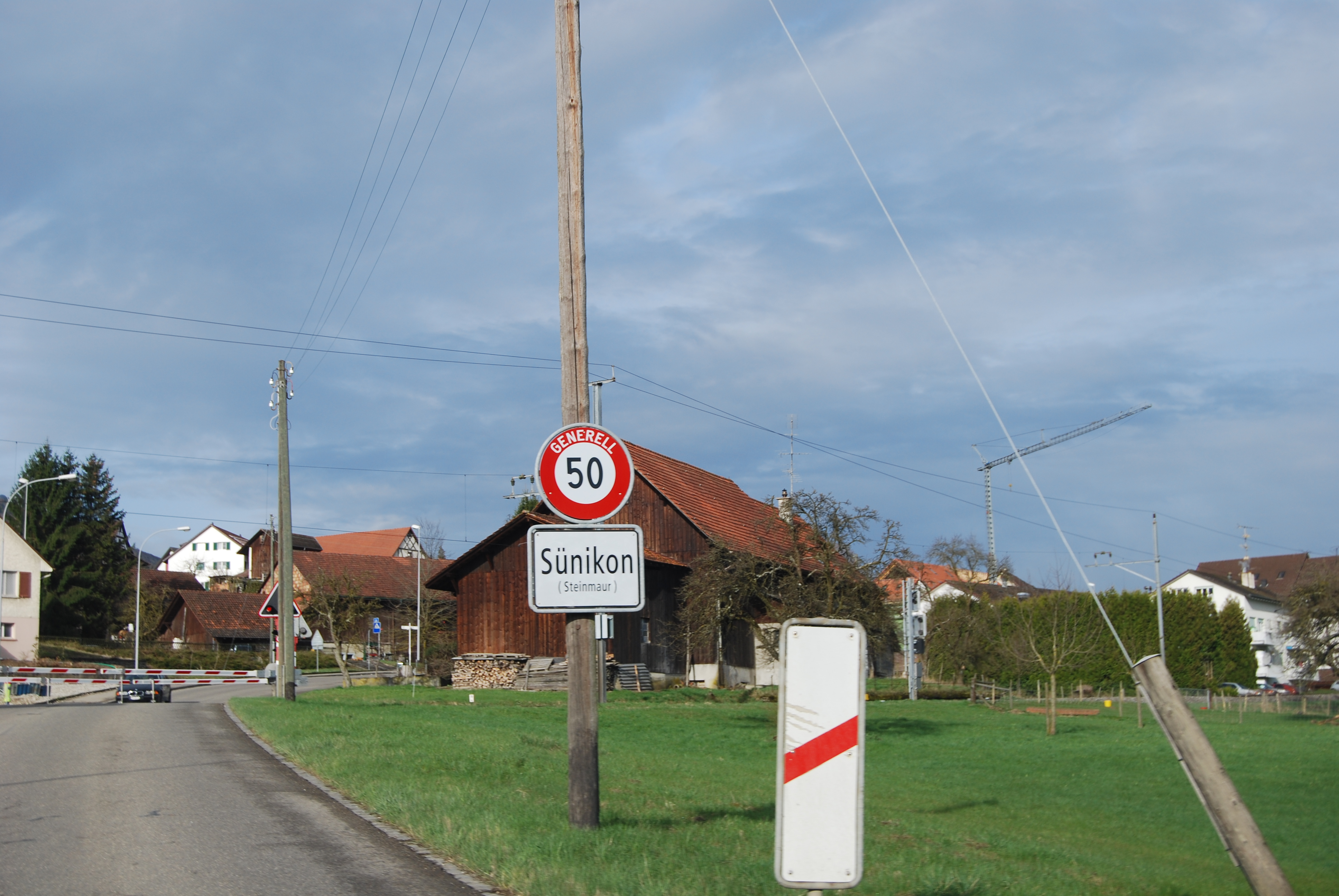
Dorfeingang von Sünikon
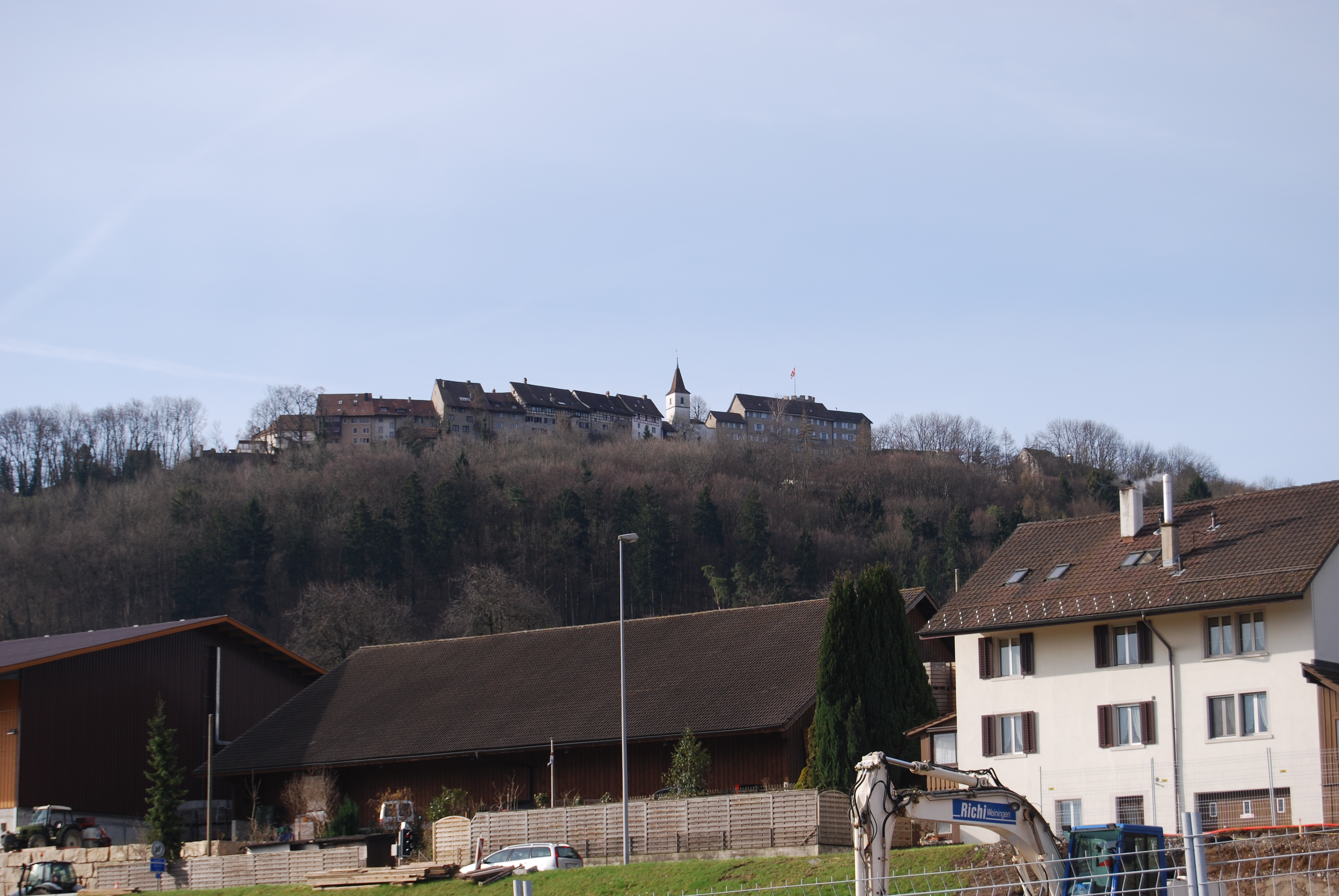
Blick von Sünikon auf Regensberg